# Drepanosticta digna
Drepanosticta digna är en trollsländeart som först beskrevs av Hagen in Selys 1860.  Drepanosticta digna ingår i släktet Drepanosticta och familjen Platystictidae. Inga underarter finns listade i Catalogue of Life.